# Gottlieb Christian Breiger
Gottlieb Christian Breiger, latinisiert Theophilus Christian(us) Breiger (* 29. Oktober 1771 in Hannover; † 7. Februar 1854 in Harburg) war ein deutscher lutherischer Theologe, zuletzt Generalsuperintendent der Generaldiözese Harburg.

## Leben
Geboren als Sohn eines Kammerpedells studierte Breiger Theologie an der Universität Göttingen und wurde zunächst Konrektor in Harburg, 1805 Pastor in Celle-Blumlage, 1809 Pastor in Rehburg und 1815 Pastor und Superintendent in Dransfeld. 1827 wurde er zum ersten Pastor an der Dreifaltigkeitskirche in Harburg und Generalsuperintendenten der dortigen Generaldiözese ernannt.

## Schriften
- Theophili Christiani Breiger<--i? --> Commentatio de difficilioribus quibusdam Asiae Herodoteae (Göttingen 1793)
- Betrachtungen für Confirmanden zur Vorbereitung auf die Confirmation (Hannover 1805)
- Das Gebet unsers Herrn in freien Betrachtungen über dessen sieben Bitten (Göttingen 1819)
- Ueber die Wahl des Prediger-Standes und die Vorbereitung darauf (Göttingen 1819)
- Zuruf an Confirmanden besonders an Töchter : ein Anhang zu den Beiträgen zur Erbauung für Confirmanden (Hannover 1824)
- Über das Beichtgeheimniß und das Recht der Obrigkeit dessen Revelation zu fordern : eine Monographie (Hannover 1827)
- Zur Feier des Jubelfestes der Universität Georgia Augusta (Hannover 1837)